# المراون (حزم العدين)

تعديل مصدري - تعديل

المراون هي إحدى قرى عزلة الأبعون بمديرية حزم العدين التابعة لمحافظة إب، بلغ تعداد سكانها 927 نسمة حسب تعداد اليمن لعام 2004.